# SIAM SHADE VII
『SIAM SHADE VII』（シャムシェイド セブン）は、SIAM SHADEのミニアルバム。2000年11月29日発売。

## 概要
日本語詞として既に発表されている既存曲3曲の英語詞バージョンと、元来英語詞だった「Don't Tell Lies」と「GET A LIFE」のヴォーカル再レコーディングバージョンを収録しており、全曲リアレンジ&リミックスが施されている。
マスタリングは、BON JOVIやMETLLICAの作品も手掛けたジョージ・マリノが担当。
3rdアルバム～5thアルバムまでに収録されていた、器楽曲を加えた形で、当時日本語詞が禁止されていた韓国でも発売された。裏ジャケットの中の写真は表ジャケットの無修正のものが使われており、CDを収納するケースは自主規制をかける形で黒のプラスチックケースを使用している。
累計売上枚数は、約2.1万枚。

## 収録曲

### 日本盤
全作詞・作曲・編曲：SIAM SHADE名義。
1. LOVESICK 〜You Don't Know〜
3rdアルバム『SIAM SHADE III』収録曲。
2. Bloody Train
4thアルバム『SIAM SHADE IV・Zero』収録曲。
3. PASSION
5thシングル。
4. Don't Tell Lies
3rdアルバム『SIAM SHADE III』収録曲。もともと英語詞。
5. GET A LIFE
6thアルバム『SIAM SHADE VI』収録曲。もともと英語詞。

### 韓国盤
1. GET A LIFE
2. Fine Weather Day
6thアルバム『SIAM SHADE VI』収録曲。もともと英語詞。
3. Virtuoso
4thアルバム『SIAM SHADE IV・Zero』収録曲。インスト曲。
4. LOVESICK 〜You Don't Know〜
5. Bloody Train
6. Triptych
6thアルバム『SIAM SHADE VI』収録曲。インスト曲。
7. PASSION
8. Don't Tell Lies
9. Solomon's Seal
5thアルバム『SIAM SHADE V』収録曲。インスト曲。